# Falcon Crest
Falcon Crest é uma série de televisão norte-americana de horário nobre que foi transmitida pela estação CBS durante nove temporadas, de 4 de dezembro de 1981 a 17 de maio de 1990. Teve um total de 227 episódios produzidos.
A série centra-se à volta dos vários lados em disputa da família Gioberti/Channing na indústria vinícola da Califórnia. Jane Wyman estrelou como Angela Channing, a matriarca tirânica da propriedade vinícola Falcon Crest, conjuntamente com Robert Foxworth no papel de Chase Gioberti, o sobrinho de Angela que volta para Falcon Crest por ocasião da morte do seu pai. A série teve lugar no fictício Vale de Tuscany (pensado no verdadeiro Vale de Napa), a nordeste de São Francisco.

## Conceito
A série foi criada por Earl Hamner que havia criado anteriormente a série The Waltons, que tinha terminado a sua última temporada em 1981. Hamner queria criar um enredo familiar à volta da indústria do vinho mas a CBS requisitou-lhe uma série mais pelas linhas do Dallas que era à época, o grande hit da televisão na altura. A CBS colocou Falcon Crest no horário das 22h às sextas à noite, logo a seguir a Dallas. A dupla Dallas-Falcon Crest provou ser uma dupla bem lucrativa para a estação e Falcon Crest esteve no Top 20 nos Ratings de Nielsen por vários anos. Ambas as séries (tal como The Waltons) foram produzidas pela CBS e pela mesma empresa, a Lorimar Productions.
A série centrava-se à volta de Angela Channing (Jane Wyman), uma corrupta, tirânica matriarca que geria as vinhas de Falcon Crest com mão de ferro. O honrado sobrinho de Angela, Chase Gioberti (protagonizado pelo ator Robert Foxworth) era novo nas redondezas, tendo acabado de herdar uma porção das vinhas de Falcon Crest e da sua produção vinícola por parte do seu pai, o falecido Jason Gioberti (irmão de Angela, que morre depois de uma queda na adega durante o primeiro episódio). A rivalidade entre Angela e Chase (que Angela via como um intruso) ditou o tom durante muito tempo na série.
A família de Angela consistia nas suas duas filhas, Julia (Abby Dalton) e Emma (Margaret Ladd) e o seu neto preguiçoso e playboy, Lance (Lorenzo Lamas), que a ajudava nas suas lutas contra Chase e, mais tarde, Richard Channing (David Selby). Julia trabalhava como chefe enóloga apesar de muitas vezes se sentir oprimida pela sua mãe dominadora. Emma não trabalhava no negócio da família e era emocionalmente problemática mas com uma natureza muito doce. Lance era filho de Julia e do seu casamento falhado com Tony Cumson (John Saxon/Robert Loggia). Lance adorava dinheiro e ansiava por poder mas falhava na disciplina e determinação de Angela, que ficou provado quando ela o incentiva a trabalhar nas vinhas. O facto de estar sempre a pressioná-lo fez com que Lance fosse trabalhar para o jornal do seu avô, o San Francisco Globe. Ajudando Angela na sua jornada de obtenção de mais poder encontrava-se o seu desonesto advogado, Philip Erikson (protagonizado pelo ator Mel Ferrer), que mais tarde acaba por se tornar no seu segundo marido.
A família de Chase consistia na sua simpática mulher, Maggie (papel protagonizado pela atriz Susan Sullivan) e os seus dois filhos, Cole (William R. Moses) e Vickie (Jamie Rose e mais tarde Dana Sparks). Maggie trabalhava como escritora freelance que mais tarde passa a trabalhar no jornal The New Globe. Cole trabalhava nas vinhas com Chase enquanto que Vickie estava a terminar os estudos quando a série começa. Percebendo que não iria conseguir ganhar o controlo das terras de Chase nos tempos mais próximos, Angela dirige os seus esforços de aumentar o seu império ao forçar Lance num casamento arranjado com a herdeira de vinhas Melissa Agretti (protagonizado brevemente por Delores Cantú e depois por Ana Alicia), a filha de Carlo Agretti (Carlos Romero), dono das muito cobiçadas Vinhas Agretti. Contudo, à semelhança de Angela, Melissa era uma maquinadora egoísta e iria causar problemas a muitos dos residentes do Vale de Tuscany. Cole encontrava-se também romanticamente interessado em Melissa e os dois tiveram um breve romance antes de Melissa o ter desprezado por Lance, apesar de Melissa estar grávida de Cole por altura do seu casamento com o neto de Angela.
Mas ninguém conseguia rivalizar com Angela até ao conspirador Richard Channing (David Selby) chegar por altura da segunda temporada da série. Acreditava-se que Richard era o filho ilegítimo do ex-marido de Angela, Douglas Channing (Stephen Elliott), e herdou muitas das ações do seu pai no jornal da família após Douglas morrer, colocando-o numa posição considerável de poder. Por forma a retribuir a forma como fora excluído desde cedo, Richard entra mais tarde no negócio vinícola e faz várias tentativas de tirar o controlo de Falcon Crest de Angela e de Chase.

## Enredo

### Primeiras temporadas
Apesar da sua reputação de ser, meramente, um “Dallas com uvas”, Falcon Crest conseguiu encontrar desde cedo o seu lugar próprio entre as séries de horário nobre da década de 1980, ocupando um meio termo entre os dois extremos do género – mais glamoroso que Dallas mas não tanto como Dynasty. Com o peculiar local de filmagens, Vale de Napa, e o humor seco mas irónico dos textos deu à série uma personalidade própria.
A rivalidade entre Angela, Chase e Richard manteve-se o centro da série durante vários anos, enquanto que os enredos mais românticos giravam à volta deles. Lance e Cole encontravam-se, não só no meio das batalhas das suas famílias pelo controlo de Falcon Crest mas também encontravam-se a competir pelo afeto de Melissa.
Tal como Dallas e Dynasty, Falcon Crest empregava o uso de memoráveis cliffhangers no final das suas temporadas por forma a aumentar as audiências. A temporada de 1982-1983 terminou com o mistério do assassinato de Carlo Agretti, pai de Melissa, e de quem o haveria cometido, medindo muito do tom da temporada. O assassino foi confrontado em frente a todas as personagens fazendo com que tirasse uma arma. Tiros foram disparados (e ouvidos de fora, enquanto que a câmara se afastava da mansão), mudando depois o plano para um caixão a ser colocado debaixo da terra, deixando a audiência a pensar quem teria sido vitimizado.
O terceiro cliffhanger, de 1984, envolveu um acidente de avião que transportava muitas das principais personagens, resultando na morte de três delas. A explosão de uma bomba termina a quarta temporada, deixando Richard e Maggie em perigo e um terramoto que agita o Vale no final da quinta temporada. O cliffhanger da sexta temporada coloca Chase, Melissa, Richard, o recém-chegado Dann Fixx e o bebé de Maggie em perigo de afogamento na baía de São Francisco. No final da sétima temporada, Melissa retira finalmente o controlo completo de Falcon Crest das mãos de Angela, enquanto que Richard fora supostamente morto pel’Os Treze, um grupo poderoso de sombrios homens de negócio, a quem ele tinha virado costas.
A série convidava frequentemente antiga realeza de Hollywood em papeis especiais: Lana Turner, Gina Lollobrigida, Cesar Romero, Robert Stack, Cliff Robertson, Celeste Holm e Kim Novak, todos apareceram em Falcon Crest. Esta particularidade foi bem acolhida pelos produtores que, a certa altura, instituíram uma política de convidado especial. Leslie Caron, Lauren Hutton, Eddie Albert, Eve Arden, Roscoe Lee Browne e Ursula Andress fizeram todos aparições durante a temporada de 1987-1988, tal como Rod Taylor que permaneceria na série até à temporada final. Após o produtor Jeff Freilich sair de Falcon Crest no final de 1988, poucos convidados especiais apareceram por forma a aumentar as audiências, sendo um deles no entanto, Susan Blakely no último ano.

### Últimas temporadas
Com a saída da maior parte das personagens principais, em conjunto com a mudança de gostos do público a partir de meados da década de 1980, as audiências começaram a diminuir (como as de todas as séries de horário nobre da época). No final da década, a revista Soap Opera Digest nomeia a oitava temporada de Falcon Crest como a “Série Mais Arruinada”. Na primavera de 1988, a série encontrava-se no 52º lugar nas audiências. A série tentou revitalizar-se, como acontecera com a rival Knots Landing que havia conseguido bons resultados, mas no início da nona temporada (e final) em 1989, Angela, Lance e Emma eram as únicas três personagens da primeira temporada a manterem-se na série. Durante a temporada de 1989-1990, Jane Wyman encontrou-se ausente a maior parte do tempo devido a problemas de saúde. A temporada final passou a envolver, então, na batalha entre Richard e o recém-chegado Michael Sharpe (Gregory Harrison) pelo controlo de Falcon Crest.
Os executivos da CBS decidiram terminar com Falcon Crest quando as audiências caíram para o 81º lugar e Jane Wyman desafiou as recomendações médicas ao regressar à série nos últimos três episódios. Após os acontecimentos traumáticos durante o curso da nona temporada, Falcon Crest termina num tom feliz, com um casamento da família a ter lugar na mansão. Quando decide dar uma volta por fora da casa, Angela proclama um monólogo (escrito pela própria Jane Wyman) que traz à série um sentido de conclusão, mencionando as personagens e eventos ocorridos mas olhando confiante para o futuro. A última cena da série exibe Angela a brindar à terra, “Um brinde a ti, Falcon Crest, e que vivas por muitos anos”.

## Personagens e elenco principal
| Ator                | Personagem                | Temporadas | Temporadas | Temporadas | Temporadas | Temporadas | Temporadas | Temporadas | Temporadas | Temporadas |
| Ator                | Personagem                | 1          | 2          | 3          | 4          | 5          | 6          | 7          | 8          | 9          |
| ------------------- | ------------------------- | ---------- | ---------- | ---------- | ---------- | ---------- | ---------- | ---------- | ---------- | ---------- |
| Jane Wyman          | Angela Channing           | Principal  | Principal  | Principal  | Principal  | Principal  | Principal  | Principal  | Principal  | Principal  |
| Robert Foxworth     | Chase Gioberti            | Principal  | Principal  | Principal  | Principal  | Principal  | Principal  |            |            |            |
| Lorenzo Lamas       | Lance Cumson              | Principal  | Principal  | Principal  | Principal  | Principal  | Principal  | Principal  | Principal  | Principal  |
| William R. Moses    | Cole Gioberti             | Principal  | Principal  | Principal  | Principal  | Principal  | Principal  | Convidado  |            |            |
| Jamie Rose          | Vickie Gioberti           | Principal  | Principal  | Recorrente |            |            |            |            |            |            |
| Abby Dalton         | Julia Cumson              | Principal  | Principal  | Principal  | Principal  | Recorrente | Recorrente |            |            |            |
| Susan Sullivan      | Maggie Gioberti           | Principal  | Principal  | Principal  | Principal  | Principal  | Principal  | Principal  | Principal  | Convidada  |
| David Selby         | Richard Channing          |            | Principal  | Principal  | Principal  | Principal  | Principal  | Principal  | Principal  | Principal  |
| Ana Alicia          | Melissa Agretti           | Recorrente | Principal  | Principal  | Principal  | Principal  | Principal  | Principal  | Principal  |            |
| Mel Ferrer          | Phillip Erikson           | Recorrente | Recorrente | Principal  |            |            |            |            |            |            |
| Margaret Ladd       | Emma Channing             | Recorrente | Recorrente | Principal  | Principal  | Principal  | Principal  | Principal  | Principal  | Principal  |
| Laura Johnson       | Terry Hartford            |            |            | Recorrente | Principal  | Principal  |            |            |            |            |
| Paul Freeman        | Gustav Riebmann           |            |            |            | Principal  |            |            |            |            |            |
| Sarah Douglas       | Pamela Lynch              |            |            | Recorrente | Principal  |            |            |            |            |            |
| Simon MacCorkindale | Greg Reardon              |            |            |            | Principal  | Principal  |            |            |            |            |
| Ken Olin            | Padre Christopher Rossini |            |            |            |            | Principal  |            |            |            |            |
| John Callahan       | Eric Stavros              |            |            |            |            | Recorrente | Principal  | Principal  |            |            |
| Dana Sparks         | Vickie Gioberti           |            |            |            |            |            | Principal  | Principal  | Principal  |            |
| Cesar Romero        | Peter Stavros             |            |            |            |            | Recorrente | Principal  |            | Convidado  |            |
| Brett Cullen        | Dan Fixx                  |            |            |            |            |            | Principal  | Principal  |            |            |
| Chao-Li Chi         | Chao-Li                   | Recorrente | Recorrente | Recorrente | Recorrente | Recorrente | Recorrente | Principal  | Principal  | Principal  |
| Kristian Alfonso    | Pilar Ortega              |            |            |            |            |            |            |            | Principal  | Principal  |
| David Beecroft      | Nick Agretti              |            |            |            |            |            |            |            | Principal  |            |
| Rod Taylor          | Frank Agretti             |            |            |            |            |            |            | Recorrente | Recorrente | Principal  |
| Gregory Harrison    | Michael Sharpe            |            |            |            |            |            |            |            |            | Principal  |
| Wendy Phillips      | Lauren Sharpe             |            |            |            |            |            |            |            |            | Principal  |
| Andrea Thompson     | Genele Ericson            |            |            |            |            |            |            |            |            | Principal  |

## The Vintage Years
Um episódio-piloto para a série chamado The Vintage Years foi filmado na primavera de 1981 mas nunca foi transmitido e com um conjunto significativo de diferenças da série que acabou por ir ao ar em dezembro desse mesmo ano. A personagem de Richard Channing estava presente no episódio-piloto, protagonizado por Michael Swan; este Richard alternativo era filho biológico de Angela que lutava a favor da sua mãe autoritária. A personagem de Abby Dalton, Julia, era chamada de Dorcas, Jane Wyman tinha uma peruca cinzenta como Angela e Chase e Maggie eram protagonizados por Clu Gulager e Samantha Eggar, respetivamente. Emma não aparece mas havia um enredo relativamente a uma misteriosa mulher que chorava pela sua mãe enquanto se encontrava fechada num dos quartos mais acima, na mansão.
Apesar de nunca ter sido exibido ou lançado em DVD, o piloto The Vintage Years tornou-se disponível para download no vídeo-on-demand do AOL, no serviço In2TV.

## Transmissão
O sucesso da série nos Estados Unidos foi moderado, porém na Europa aingiu grande notoriedade como em França, Alemanha e principalmente em Espanha.

### Portugal
RTP1 / SIC Sempre Gold
Falcon Crest estreou em Portugal a 22 de outubro de 1983 na RTP1 mas nunca chegou a dar a série por completo tendo-se ficado pela primeira temporada. A série só foi transmitida por completo na SIC Sempre Gold, a partir de abril de 2002 e quando chegou ao fim, recomeçou pouco tempo depois até o canal ser encerrado em 2004.
- 22 de outubro de 1983 a 25 de fevereiro de 1984: sábados, 21h/22h[20][21]

## Bastidores
Os produtores da Lorimar, ao procurarem por uma localidade para poderem usar como pano de fundo principal, decidiram-se pela Vinha Spring Mountain, uma propriedade de produção vinícola localizada em Santa Helena, no Vale de Napa, na Califórnia. Este sítio dispunha de uma mansão vitoriana construída em 1884, chamada “Villa Miraville”, e o seu exterior foi usado como a mansão de Falcon Crest, onde Angela vivia com as suas filhas Julia e Emma e o seu neto, Lance, bem como a adega que tinha acabado de ser construída em meados da década de 1970. Como ligação adicional, a Vinha Spring Mountain produziu um vinho chamado “Falcon Crest” durante a duração da série.
Barbara Stanwyck foi considerada para o papel de Angela Channing mas recusou. O papel acabou por ficar com Jane Wyman, amiga de Barbara.
De acordo com alguns rumores, Jane Wyman tinha algumas incompatibilidades com o ator Robert Foxworth, ao ponto de terem medido o tamanho dos seus camarins para terem a certeza de que tinham tamanhos iguais. Quando Foxworth se tornou diretor da série, Wyman pediu imediatamente à CBS uma cláusula no seu contrato para a permitir ser igualmente diretora. Apesar de nunca ter dirigido nenhum episódio, Wyman ficou contente por ter a mesma designação que Foxworth.
É referido que Jane Wyman tinha algumas rivalidades de longa data com a lenda de filmes Lana Turner que remontavam à época de Hollywood. Sabe-se que as duas atrizes recusaram-se imediatamente a falar uma com a outra e os produtores tiveram que filmar as cenas de confronto entre as duas separadamente, juntando-as depois; Lana Turner acaba por sair da série pouco depois. Anos após ter aparecido na série, Lana Turner referiu que ela acreditava que Jane Wyman tinha um comportamento negativo devido ao facto de o seu ex-marido, Ronald Reagan, ter sido presidente dos Estados Unidos durante a década de 1980, algo com que Lana acreditava que Jane não conseguia reconciliar-se. Lana apareceu no programa The Phil Donahue em 1982 e energeticamente negou os rumores de uma suposta rivalidade. “É uma data de tretas. É tudo publicidade a tentar arranjar uma inimizade entre nós. Eu adoro a Ms Wyman. Respeito-a como mulher e como artista e não existe qualquer rivalidade”.
Sophia Loren iria aparecer na série no papel de Francesca Gioberti, a meia-irmã secreta de Angela que vai para o Vale ameaçando o controle total de Falcon Crest por parte de Angela. Loren iria aparecer em treze episódios e os produtores prometeram-lhe um guarda-roupa fantástico e uma personagem dinâmica que iria rivalizar com Alexis Carrington de Dynasty. No último minuto, as negociações com Loren não dão certo e Gina Lollobrigida foi escolhida para o papel mas apenas assinou por quatro episódios. Curiosamente, Loren foi também a primeira escolha de Aaron Spelling para o papel de Alexis Carrington em Dynasty mas acabou por não acontecer pois pedia muito dinheiro, fazendo com que o papel fosse atribuído a Joan Collins.
De acordo com o criador de Dallas, David Jacobs, antes de ir para a audição de Falcon Crest, Robert Foxworth recusou o papel de J.R. Ewing em Dallas porque ele não queria protagonizar um papel tão frio. O papel acabou por ir para Larry Hagman.

## Possível continuação
Com o sucesso da continuação de Dallas, falou-se com algumas antigas estrelas da série de horário nobre sobre aparecerem numa possível continuação. Fora proposto que a série seria focada na personagem de William R. Moses, Cole Gioberti, e na personagem de David Selby, Richard Channing.
Contudo, foi na Turquia onde teve lugar um remake em 2018 chamado Şahin Tepesi, o mesmo nome que deram à série nos anos 80.

## Audiências
•Temporada 1 (1981–1982): #13 (21.4)
•Temporada 2 (1982–1983): #8 (20.7)
•Temporada 3 (1983–1984): #7 (22.0)
•Temporada 4 (1984–1985): #10 (19.9)
•Temporada 5 (1985–1986): #24 (18.1)
•Temporada 6 (1986–1987): #23 (17.3)
•Temporada 7 (1987–1988): #42 (N/A)
•Temporada 8 (1988–1989): #52 (N/A)
•Temporada 9 (1989–1990): #81 (N/A)

## Música
O tema musical de Falcon Crest foi composto por Bill Conti, que também compôs temas como Dynasty, The Colbys e Cagney & Lacey. Várias variações do tema foram autorizadas durante o curso da série apesar da mais diferente de todas ter sido o tema da temporada nove que foi feito num estilo pesadamente sintético e new age pelo compositor Patrick O’Hearn.
Houve também algumas mudanças de estilo. Durante as temporadas 1 e 5, a música foi tocada por uma orquestra, composta principalmente por Dana Kaproff e Peter Myers. Nas temporadas 6 e 7, o pano de fundo da música tinha uma base eletrónica e foi tocada por artistas individuais usando o sistema synclavier, um dos primeiros sintetizadores. Mark Snow, que mais tarde compõe o tema de X-Files foi o principal compositor e músico de 1986-1988. Durante a temporada 8, a música regressou a um estilo mais clássico antes dos compositores regressarem novamente a um estilo mais eletrónico na temporada final, com a marca do compositor new age Patrick O’Hearn.

## Genérico
Tal como Knots Landing, Falcon Crest teve diversos estilos de abertura. As cenas de abertura do genérico mostram Angela Channing a ser guiada de São Francisco até Falcon Crest enquanto a música composta por Bill Conti começa a tocar. Após chegar à mansão de Falcon Crest,  o brasão aparece bem como o nome da série. Na temporada 1 e na primeira metade da temporada 2, a apresentação de cada ator era seguida por uma combinação múltipla de imagens do mesmo. Durante a segunda metade da temporada 2, na temporada 3 e 4, as combinações múltiplas de imagens foram substituídas por transições com imagens locais.
Na temporada 5, as cenas da limusina guiando Angela de São Francisco para Falcon Crest foram eliminadas e os créditos do elenco apareciam conjuntamente com imagens locais, num estilo semelhante ao de Dynasty. O logotipo das temporadas anteriores fora renovado.
Nas temporadas 6 e 7, foram adicionadas transições elíticas e ondulantes entre o título da série e os créditos do elenco. O logotipo foi redesenhado, igualmente, com novas cores e aspeto. Na temporada 7, o gráfico do falcão era animado para voar à volta do ecrã antes de congelar no  centro e se tornar no brasão de armas. A temporada 8 teve uma variação mais simples deste estilo.
A última temporada usou um estilo completamente diferente. Aos créditos de cada actor ou atriz seguiam-se diretamente cenas retratando sexo ou violência por forma a cultivar uma atmosfera de crime e drama. O logotipo foi radicalmente modificado novamente mas poucos episódios depois regressara ao aspeto que tinha nas temporadas anteriores.

## Lançamento em DVD
Os direitos da série encontram-se na mão da Warner Bros. (sucessora da produtora original, a Lorimar). A primeira temporada foi lançada em DVD em vários países da Europa em abril e maio de 2009 e a segunda temporada a partir de outubro de 2009, também em vários países da Europa. A Warner Bros. lançou as primeiras três temporadas em DVD na Região 1. As temporadas 2 e 3 foram lançadas pela Warner Archive Collection como lançamentos manufaturados-a-pedido. A temporada 3 foi lançada a 28 de maio de 2013.